# Dysan

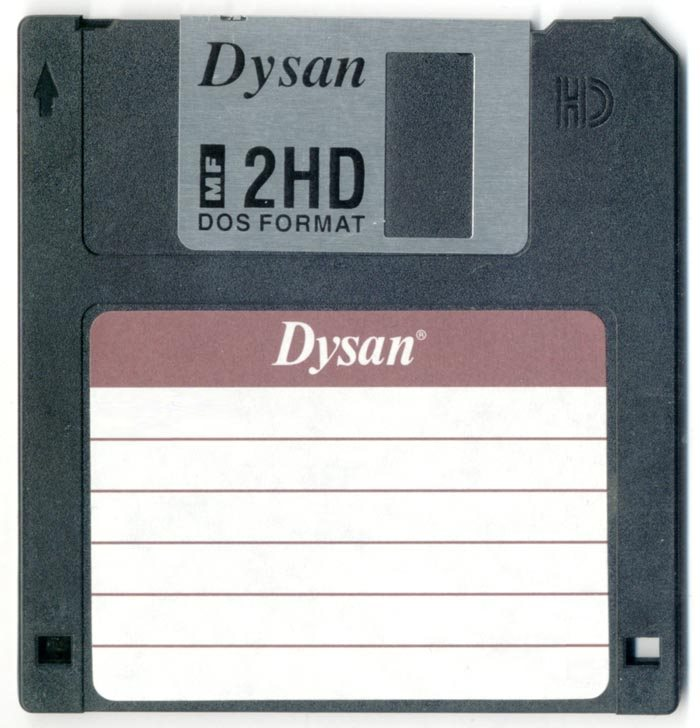
Dyskietka 3,5" firmy Dysan

Dysan Corporation – amerykańskie przedsiębiorstwo zajmujące się produkcją magnetycznych nośników pamięci: dyskietek, taśm magnetycznych a także płyt CD/DVD działające w latach 1973–1984.
Firma Dysan została przejęta przez Xidex Magnetics.